# گویش رودانی

## گویش مردم رودان
```
این گویش بیشتر در منطقه رودان و 
```

اطراف آن است و شباهت هایی به گویش بندری دارد.در این زبان چند کلمه جالب را برای شما می‌آوریم 
گویش رودانی از جمله زبان‌های ایرانی است که بخشی از ویژگی‌های زبان‌های ایرانی میانه در آن یافت می‌شود، این گویش با دیگر زبان‌های ایرانی که خاستگاه جنوب غرب دارند، مانند فارس و لری از یک ریشه هستند، کتاب حاضر به بررسی و توصیف این گویش از میان دیگر گویش‌های جنوب شرق ایران پرداخته است".
کتاب 'فرهنگ نخلستانی' اثر علیرضا محمود زاده دهبارزی شاعر نیز نخستین کتابی است که در سال ۷۸ چاپ شده و به آداب و رسوم مردم رودان به گرایش رودانی پرداخته شده است.
این کتاب شامل یک مجموعه مکتوب شعر حاوی اشعار بومی- محلی (گویش رودانی) است.
شهرستان رودان با بیش از یکصد هزار نفر جمعیت در ۹۰ کیلومتری شرق شهرستان بندرعباس مرکز استان هرمزگان واقع است.

## معادل کلمات
آب=هو  سبز=سوز  لطفا=تلا مورچه=موروک  من=مه  **بابا=بپ مادر=مم بچه=کچگ چته=باری 
قلقلک=نخ و شاکی  لباس=جومَه و غیره

## مشترک بودن با زبان انگلیسی
همچنین جالب است بدانید بعضی کلمات بین زبان بندری و زبان انگلیسی مشترک است مثلا بعضی از افراد در هم زبان بندری و هم زبان رودانی برای گفتن  بستنی از لغت انگلیسی به معنی بستنی
(ice cream) استفاده می‌کنند